# Rybaxis phantasma
Rybaxis phantasma är en skalbaggsart som beskrevs av Park 1958. Rybaxis phantasma ingår i släktet Rybaxis och familjen kortvingar. Inga underarter finns listade i Catalogue of Life.